# نشان ملی لیاقت
نشان ملی لیاقت (به فرانسوی: Ordre national du Mérite) یک نشان شایستگی فرانسوی است که از سوی رئیس‌جمهور این کشور اعطا می‌شود. این نشان را در سال ۱۹۶۳ شارل دوگل ایجاد نمود.

## برخی از غیرفرانسویان دریافت‌کننده نشان
- تینا آرنا، هنرپیشهٔ استرالیایی
- جیمز ال. جونز، ژنرال آمریکایی
- سوفیا د گرسیا ملکهٔ اسپانیا
- سیواجی گانسان، هنرپیشهٔ هندی
- فردریک، ولیعهد دانمارک
- کامیلا، دوشس کورنوال
- گیانندرا، پادشاه نپال
- محمد باجی قائد سبسی رئیس‌جمهور تونس
- محمدرضا شجریان
- مری، شاهدخت دانمارک
- می‌چیکو امپراتریس ژاپن
- ویگن سارگسیان، وزیر دفاع ارمنستان
- یوسیپ بروز تیتو
- هاسمیک تولماجیان